# Вольга Святославич
Вольга́ Святосла́вич (также Волхв Всеславич или Волх Всеславьевич) — богатырь, персонаж русских былин. Основными отличительными чертами этого героя являются способность к оборотничеству и умение понимать язык птиц, рыб и зверей.
Отождествление Вольги и Волха не является общепринятым в фольклористике. Возможно, это разные лица, которые в поздний период бытования эпоса стали сливаться в сознании сказителей из-за сходства имён.

## Происхождение образа
В былинной фигуре Волха Всеславьевича много архаических черт, поэтому он считается одним из древнейших персонажей в русском фольклоре. В. Ф. Миллер полагал, что первоначально это был образ громовой тучи, на что указывает описываемое в былине сотрясение в природе при рождении Вольги (грома) и оборотничество, то есть постоянная и скорая перемена формы тучи под влиянием движения воздуха.
Предполагалось происхождение имени этого героя от слова «волхв» (путём превращения имени нарицательного в имя собственное).
На основе былинных сведений о Вольге современные исследователи мифологии древних славян даже реконструируют (достаточно спорно) древнеславянского бога Волха.
Сторонники «исторической школы» в изучении былин полагают, что прототипом былинного Вольги был князь Всеслав Полоцкий.

## Основные сюжеты

### 1. Рождение богатыря
Вольга — сын змея и княжны Марфы Всеславьевны, которая зачала его чудесным образом, случайно наступив на змея. Тогда он сильно разгневался, но, увидев Марфу Всеславьевну, влюбился. Содрогание земли и ужасный страх всех живущих существ в ту минуту, когда Вольга увидел свет, указывают на него как на олицетворение какой-нибудь стихийной силы. Вольга растет не по дням, а по часам, и в скором времени становится могучим богатырём, обладающим не только искусством бороться с врагами, но и читать по книгам и оборачиваться разными животными.
Этот рассказ сохраняет древнейшие представления о животных как о предках человека и о возможности рождения великого охотника и волхва непосредственно от отца-животного.

### 2. Поход на Индийское царство
Центральный момент былин о Вольге — его поход в далекое царство: индийское, земли Турец-султана Сулеймана и т. п. Он набирает дружину. Чтобы снабдить её всем необходимым, он обращается к волку и соколу, кормя дружинников охотничьей дичью. Успех похода вызван мудростью Вольги. Он горностаем портит тетивы луков врагов, волком перекусывает горла лошадям и проч. Чтобы дружина могла преодолеть неприступные стены, он превращает воинов в муравьёв, а в стенах города возвращает им человеческий облик. Победитель женится на жене убитого царя, а своим воинам отдаёт местных девушек, оставленных в живых. Сам он становится царём.
Былина о походе сохранилась в 11 записях.

### 3. Встреча сМикулой Селяниновичем
Встреча с чудесным пахарем, превзошедшим Вольгу в «хитростях-мудростях». Во время сбора податей с городов Гурчевца и Ореховца повстречал Вольга пахаря Микулу Селяниновича. Микула пожаловался на сборщиков налогов города Гурчевца, дерущих с мужика простого втридорога, и рассказал, как наказал их за жадность плёткой. Увидев в Микуле могучего богатыря, позвал Вольга его с собой в дружину для сбора податей. Отъехав, Микула вспомнил, что позабыл соху в земле. Два раза посылал Вольга дружинников ту соху вытянуть, на третий раз сам с дружиной всей не одолел. Микула же одной рукой выдернул ту соху. Приехав в города Гурчевец и Ореховец, дали бой и собрали подати.

## Вольга Святославич и князь Олег
Одно время было принято отождествлять Вольгу Святославича с Вещим князем Олегом, княжившим после Рюрика. Отождествление основывается на сходстве имен, соответствии летописного эпитета Олега «Вещий» (указывающим на его хитрость и мудрость) с качествами Вольги. Кроме того, поход Олега на Цареград соотносили с походом Вольги в Индию, а в рождении Вольги от змеи находили подобие смерти Олега от змеи же. Владимир Пропп отвергает эту попытку найти исторический прототип Вольги как совершенно фантастический[почему?].
По В. Ф. Миллеру, к первоначально чисто мифической основе со временем примкнули воспоминания о вещем Олеге и Всеславе Полоцком. По Волльнеру, о Вольге и Волхе первоначально существовали две отдельные песни, которые потом были смешаны друг с другом. А. Н. Веселовский сближает одну из былин о Вольге с «Хождением Карла», а самого Вольгу таким образом он сопоставляет с Карлом Великим. Вольга носит ещё название Буслаевича, что, по мнению Миллера, вместе с известием о его учёности перенесено на него от Василия Буслаевича новгородского.
А. А. Шахматов, Б. А. Рыбаков, И. Л. Андроников, З. И. Власова и некоторые другие исследователи отождествляли Вольгу Святославича и древлянского князя Олега Святославича.

## Экранизация
В 2010 году вышел мультфильм «Вольга и султанова жена» режиссера Айка Ханджяна.